# Allium pangasicum
Allium pangasicum — вид рослин з родини амарилісових (Amaryllidaceae); поширений у Таджикистані й Киргизстані.

## Поширення
Поширений у Таджикистані й Киргизстані.